# PlayStation Home
PlayStation Home è stata una comunità virtuale, sviluppato da SCE London Studio e pubblicato da Sony Computer Entertainment, per PlayStation 3 sul PlayStation Network. L'Open Beta è stata pubblicata l'11 dicembre 2008. Jack Buser, direttore di Home, ha dichiarato che la versione finale non sarebbe stata pubblicata e il servizio sarebbe rimasto in beta a tempo indeterminato, in quanto il mondo di Home era in continua espansione.
Sony ha confermato la chiusura graduale del software, a partire dal 3 dicembre 2014, ed il definitivo spegnimento dei server il 31 marzo 2015. PlayStation Home ha cessato di esistere "de facto" il 1º aprile 2015 alle 8:02 del mattino (UTC-6).

## Sviluppo
Lo sviluppo di Home, originariamente chiamato Hub, è iniziato con il progetto di The Getaway on-line per PlayStation 2. Tuttavia, questo progetto non è stato mai completato prima del lancio della PlayStation 3, al punto che gli sviluppatori hanno deciso di portare questo progetto sulla nuova piattaforma firmata Sony. A Phil Harrison, ex-capo di Sony Computer Entertainment Worldwide Studios, piaceva l'idea di avere una comunità virtuale in 3D per i giocatori della PlayStation, così ha trasferito il progetto da The Getaway on-line a PlayStation Home. Tuttavia il progetto venne inizialmente tenuto in gran segreto.
Sony aveva espresso interesse per un servizio di questo tipo, in particolare per i Trofei (in precedenza denominati "entitlements") per i titoli first-party. PlayStation Home venne nominato per la prima volta in un'intervista con NG-Gamer, spiegato in dettagli da Kotaku e infine confermato nuovamente da NG-Gamer. È stato annunciato ufficialmente da Phil Harrison il 7 marzo 2007 durante il suo discorso al "Game Developers Conference 2007" e l'uscita mondiale era inizialmente prevista per l'ottobre 2007.
Durante il "Tokyo Game Show 2007", Sony Computer Entertainment ha annunciato che il lancio di Home sarebbe stato ritardato fino al Q3 2008 e un ulteriore ritardo è stato annunciato il 21 aprile 2008, questa volta fino a "Fine 2008". Tuttavia, venne confermato che un maggior numero di utenti del PlayStation Network sarebbe stato invitato alla Closed Beta durante questo periodo. Un annuncio sul forum ufficiale di PlayStation Europe confermò che degli inviti alla Closed Beta sarebbero stati offerti ai vincitori di evento settimanale online di Warhawk. Kazuo Hirai, Presidente e CEO di Sony Computer Entertainment, ha dichiarato che "Dedicare più tempo allo sviluppo e al beta testing ribadisce il nostro impegno a realizzare un servizio di qualità, mantenendo la tradizione PlayStation".
La Open Beta di Home è disponibile dall'11 dicembre 2008, circa 14 mesi dopo la data di lancio iniziale prevista.

## Ambienti e layout
Tutti gli utenti di Home possono incontrarsi e comunicare nei luoghi pubblici raggiungibili attraverso la Piazza Centrale. Ad ogni utente viene assegnato inizialmente un Appartamento sul Porto completamente personalizzabile, dove è possibile accedere solo tramite invito dell'utente. È possibile invitare negli Spazi Personali, comunicare tramite chat vocale o testuale, selezionare e ascoltare canzoni con Listen@Home (al momento non disponibile in Europa), giocare, acquistare e scambiare contenuti. In futuro sarà inoltre possibile accedere a spazi tematici sbloccabili attraverso i trofei ottenuti nei giochi PlayStation 3.

### Spazi Personali
Ogni utente possiede un appartamento privato chiamato HomeSpace che può modificare nel corso del tempo. L'appartamento di base (un monolocale con vista sul porto, l'Harbor Studio) è gratuito e offre agli utenti opzioni per la personalizzazione dell'ambiente. In futuro, Sony fornirà strumenti che consentiranno agli utenti di avere maggiori possibilità di creare il proprio spazio Home. Gli utenti possono invitare altre persone nel loro HomeSpace e sarà possibile riprodurre musica e filmati salvati sul proprio hard disk. Gli utenti saranno inoltre in grado di caricare le loro fotografie digitali da visualizzare sul muro del loro appartamento. Un esempio di HomeSpace a pagamento è la Casa Estiva.
Gli utenti possono anche acquistare dei Clubhouse utilizzati come un punto di ritrovo per i club che l'utente ha fondato.
Verrà aggiunta una Hall of Fame che includerà le Stanze dei Trofei. La Stanza dei Trofei è un HomeSpace dove gli utenti potranno mostrare delle rappresentazioni in 3D dei trofei ottenuti.

### Mappa del Mondo
Ci sono tre diverse versioni di Home, corrispondenti alla regione geografica dell'utente: Asia, Europa e Nord America. Altre regioni sono inserite in queste aree geografiche (ad esempio l'Oceania è unita all'Europa). Ciascuna versione ha diverse caratteristiche rispetto all'altra.
La mappa del mondo di Playstation Home è composta da pile di card sovrapposte (o categorie) ognuna con il proprio nome. Attualmente sono presenti gli spazi della SCEI con un parziale supporto da società di terze parti. Con il passare del tempo, ci sarà un crescente supporto da società esterne. I luoghi al momento disponibili sono gli HomeSpace degli utenti, i Clubhouse, la Piazza Centrale, una sala da Bowling/Videogiochi Arcade, un Home Theatre, un Centro Commerciale, un Home Cafè (al momento solo nell'Home asiatico), GameSpaces dedicati(solo Home americano) e lo spazio Red Bull (non disponibile in Asia).
La Piazza Centrale è il luogo dove solitamente gli utenti si incontrano e chattano. È dove si presenta la maggior parte dei cartelloni pubblicitari ed è il luogo che conduce a tutti gli altri spazi di Home. È presente qualche schermo dove vengono proiettati video, e altre caratteristiche che dipendono dalle Regioni di Home(Europa, Usa, Asia). Listen@Home è uno strumento che permette agli utenti di scegliere ed ascoltare la canzone in lista più votata. Al momento non è disponibile per l'Home europeo, essendo rimpiazzato da postazioni per giocare a scacchi e dama.
L'Home Theatre è un cinema virtuale dove vengono proiettati i trailer dei film usciti in DVD/Bluray. Gli utenti possono scegliere il trailer da guardare e attivare l'opzione per la visualizzazione a schermo intero. L'Home Theatre europeo è quello più grande, composto da una lobby all'entrata con uno schermo gigante e dieci sale dove guardare i trailer proiettati.
Alla "Sala da Bowling", oltre a disputare partite a bowling, si può giocare a vari videogames Arcade (ad esempio Echochrome) e a biliardo. Nella versione asiatica è stato aggiunto anche il gioco delle freccette.
Il Centro Commerciale presenta alcuni negozi in cui è possibile acquistare vestiti ed accessori per il proprio avatar (alcuni a pagamento, altri gratuiti), mobili per la propria casa e nuovi HomeSpace, come la Casa Sul Mare. Nel piano superiore del centro commerciale ci sono altre postazioni di scacchi e un videoschermo.
L'Home Cafè è disponibile solo in Asia ed è un altro luogo dove è possibile incontrarsi e chattare.
Gli sviluppatori di videogiochi potranno avere i loro Spazi degli Sviluppatori dove mostreranno i loro prodotti. Al momento le seguenti Software House sono già al lavoro per la creazione dei loro spazi: EA, Activision, SEGA, Ubisoft, Rockstar Games e THQ.
I GameSpace potranno avere diverse caratteristiche sbloccabili tramite i trofei ottenuti, come ad esempio il "Bar di Sully" nello Spazio di Uncharted: Drake's Fortune.
Anche compagnie che non sviluppano videogiochi possono avere i loro spazi e giochi tematici. L'8 gennaio 2009 è stato reso pubblico lo "Spazio Red Bull" in cui gli utenti possono partecipare al minigioco chiamato Red Bull Air Race.

### Xi
Xi è stato il primo Alternate reality game al mondo ad approdare su console. Il gioco era un'avventura che porta l'utente a cercare "Jess", una alpha-tester di Home, e a capire il significato della lettera Xi, simbolo ricorrente in varie aree segrete di Home. Il gioco, inoltre, invitava a cercare numerosi indizi e a risolvere enigmi nel mondo reale. Questo gioco è stato creato da nDreams che ha creato vari spazi per Xi. Alcune aree sono "L'Hub", "Manutenzione Home", "Alpha Zone 1", "2" e "3", "Festa nell'appartamento di Jess".
Xi venne pubblicizzato attraverso indizi e suggerimenti nel mese prima del lancio, il 23 marzo 2009. Gli indizi erano nascosti nel Menu Pad e nei video della Piazza Centrale.

### Interfaccia
Il Menu Pad (disponibile dalla versione 1.0), accessibile premendo Start, serve per accedere all'armadio (per cambiare l'aspetto all'avatar), decorare lo spazio personale, spostarsi velocemente in altri luoghi, cambiare impostazioni, ecc. Il Menu Pad, quando utilizzato, viene mostrato nelle mani dell'utente; ha undici opzioni compreso un menu di aiuto per i principianti.
Il Menu Pad, prima della versione 1.0 di Home, era una PSP virtuale (vPSP), ma venne introdotto per riorganizzare i menù e a causa dell'aggiunta della XMB in-game nella PS3, eliminando il bisogno della vPSP XMB.

### Comunicazione
Ci sono diversi modi per comunicare con gli altri utenti in Home. Si può scrivere attraverso la tastiera virtuale della PS3, scrivere tramite una tastiera USB o Bluetooth, parlare utilizzando delle cuffie con microfono USB/Bluetooth (al momento solo in privato). Sono disponibili comandi veloci per la comunicazione premendo L1, come ad esempio "Ciao" o "Da dove vieni?".

### Eventi
Sony presenterà vari tipi di eventi in Home, come anteprime esclusive di giochi o interviste agli sviluppatori. Potranno anche avere luogo eventi Live come sport e concerti. Saranno prepagati usando il sistema di pagamento Sony.

## Altre informazioni
Sony è molto severa contro la spam in PlayStation Home. Gli utenti possono essere bannati.
Il PlayStation Home Safe Screen (accessibile premendo Select) permette agli utenti di bloccare altri utenti e di segnalare comportamenti contro le regole a moderatori invisibili. È utilizzato anche per cambiare le impostazioni di comunicazione, accedere velocemente allo Spazio Personale e alla lista amici della XMB.

## Aggiornamenti
PlayStation Home viene aggiornato frequentemente da Sony per correggere bug e ampliare gli aspetti sociali e di gameplay del servizio in un mondo più vasto. La versione beta ha avuto diversi aggiornamenti, come ad esempio dando agli utenti la possibilità di accedere al Menu Pad e al Centro Commerciale. Altre caratteristiche, come Trofei, animali domestici, tempo meteorologico e stagioni non sono ancora state incluse. Dopo ogni aggiornamento, l'utente deve scaricare nuovamente ciascuna area (esclusi gli spazi personali), fatta eccezione per gli aggiornamenti che correggono bug minori.
La versione 1.0 è arrivata il 21 novembre 2008. Questa versione era disponibile ai beta tester con 77 MB da scaricare dal PlayStation Store riscattando un codice inviato al loro indirizzo email. Durante l'installazione, vengono riservati 3077 MB di spazio sul disco fisso per l'applicazione. Sono necessari download aggiuntivi per accedere alle varie aree come la Piazza Centrale e la Sala da Bowling. La quantità da scaricare per queste aree varia da 16-45 MB ognuna.
La versione 1.03, la prima versione aperta a tutti (Open Beta), è arrivata l'11 dicembre 2008. L'icona di Home appare automaticamente sotto la categoria PlayStation Network nella XMB quando i giocatori accendono la loro PS3.
Un altro aggiornamento importante (1.50) è arrivato il 20 aprile 2011 con l'implementazione del Multiplayer in tempo reale, un numero maggiore di elementi di base del motore fisico Havok, e un maggiore controllo sulle impostazioni relative a grafica e animazione.
L'Aggiornamento (1.55) del 29 settembre 2011, apporta molti miglioramenti sia grafici, delle performance e aggiunge anche qualche funzione secondaria.
- Migliorata l'interfaccia di avvio, che ora contiene molto informazioni utili, determinate dall'ultimo avvio di Home;
- Migliorato e potenziato in termini di velocità il Guardaroba aggiungendo anche nuove funzionalità;
- Il Menù Pad, ora attiva in automatico una nuova opzione "Aiuto" per i nuovi membri di Home e consente di ridecorare l'aspetto del Menù (solo nello spazio personale o nei propri club);
- Miglioramenti sulla stabilità e velocità dell'applicazione.

L'aggiornamento (1.60) è arrivato l'8 dicembre 2011, che permette di aumentare da 50 a 100 gli oggetti da inserire nei propri spazi personali (meno 22 per ogni oggetto attivo come i giochi), migliora il sistema di Aiuto, annulla il tempo di attesa di 3 minuti per i giochi Arcade, elimina la sezione "Comunità" nel Menù Pad, riattiva automaticamente i compagni portatili ogni volta che si cambia luogo e attua altri piccoli miglioramenti di stabilità e velocità.
L'aggiornamento (1.70) pubblicato il 12 settembre 2012 apporta nuove funzioni, quali:
- Rende possibile abbonarsi al PlayStation Plus all'interno dell'applicazione;
- Migliora e aggiunge funzioni per la Fotocamera;
- Migliora radicalmente gli acquisti;
- Rende disponibili nuove funzioni agli sviluppatori, tra cui la modifica della velocità del PG (disponibile agli utenti tramite oggetti acquistabili la settimana successiva dell'aggiornamento);
- Migliora e aggiorna il sistema per ignorare o bloccare gli utenti scelti;
- Aggiunge un effetto sonoro al ricevere di un messaggio personale;
- Apporta migliorie sulla stabilità dell'applicazione.

## Commercio e contenuti
Anche se il servizio è gratuito, contenuti a pagamento sono disponibili presso il Centro Commerciale (con un menù che somiglia al PlayStation Store). Abiti, mobili, abitazioni, giochi e accessori possono essere acquistati, mentre altri contenuti sono disponibili gratuitamente. Altri contenuti esclusivi possono essere sbloccati gratuitamente vincendo a specifici giochi o guadagnando i trofei nei videogiochi PS3. Possono essere acquistati appartamenti più grandi con in dotazione giochi come biliardo o una piscina.
La pubblicità è una grande parte di Home e i rivenditori possono creare i propri cartelloni pubblicitari per scopi commerciali. Sony attualmente trasmette la pubblicità dai propri server. Anche società non produttrici di videogiochi possono mettere i propri annunci nella rete.
Tutte le transazioni all'interno di PlayStation Home utilizzano il sistema di pagamento Sony, simile al PlayStation Store.
Gli utenti saranno in grado di fare soldi in Home mediante un servizio ad aste che consentirà loro di vendere i beni e contenuti creati personalmente agli altri utenti di Home. In un discorso nel 2007, Phil Harrison ha utilizzato il termine "Game 3.0 " per descrivere il servizio.

## Cronologia aggiornamenti

### Aprile 2007
- Lancio della Closed Beta.

### Settembre 2007
- Sony annuncia al Tokyo Game Show che il lancio di Home sarebbe stato rimandato fino alla primavera 2008 e che la Closed Beta sarebbe stata estesa.

### Aprile 2008
- Sony annuncia che Home è stato nuovamente rinviato, fino all'autunno 2008. La Closed Beta sarebbe stata estesa e aperta (attraverso inviti) a più utenti del PlayStation Network in una data imprecisata.
- Un annuncio sul forum di SCEE conferma i vincitori di un torneo di Warhawk che sarebbero invitati a partecipare alla beta.[30]

### Giugno 2008
- La Fase di Closed Beta parte a giugno 2006, e dopo vari rinvii la fase di Open Beta viene annunciata per dicembre 2008, mentre il 21 novembre 2008, la fase di Closed Beta viene ampliata a 500.000 utenti.

### Luglio 2008
- Pubblicato nel PlayStation Store giapponese un tema di Home per la XMB. Il download registra quali utenti abbiano interesse ad unirsi alla beta, ma verranno scelti individualmente dalla SCEJ.

### Agosto 2008
- Pubblicato nel PlayStation Store americano un tema di Home per la XMB che, come per il tema giapponese, registra quali utenti abbiano interesse ad unirsi alla beta. Sony stabilisce che gli utenti sarebbero stati scelti in base alla loro attività nel PlayStation Network e nel PlayStation Store.
- SCEE invia degli inviti per la beta agli utenti più attivi del PlayStation Network europeo.
- SCEHK annuncia dettagli per Home in Asia e inizia ad accettare applicazioni per la Closed Beta il 29 agosto 2008. Sony garantisce inoltre degli inviti per gli utenti che avrebbero speso più di 60$ in una singola transazione nel PlayStation Store dal 29 agosto al 12 settembre 2008.

### Settembre 2008
- La Closed Beta viene espansa due volte: la prima il 2 settembre, la seconda il 19 settembre. Viene inoltre annunciato che Sony avrebbe espanso la Closed Beta altre volte, prima dell'uscita della Open Beta.

### Novembre 2008
- SCEA manda gli inviti a Qore per la Closed Beta in Nord America.[31]
- Pubblicazione della versione 1.0.
- Ulteriori inviti agli utenti in Nord America, Europa (include Australia e Nuova Zelanda)[32] e Giappone.[33]
- Pubblicazione della versione 1.01.[34]
- Il 25 novembre 2008, il direttore del Hardware Marketing di Sony Computer Entertainment America, John Koller, ha dichiarato che il lancio della Beta di Home è ormai imminente e sarà presentato prima della fine del 2008.[35]

### Dicembre 2008
- Pubblicazione della versione 1.02.[36]
- Annunciato il rilascio dell'Open Beta per l'11 dicembre 2008.
- Pubblicazione della versione 1.03 (Open Beta).[37]
- Pubblicazione della versione 1.04.[38]
- Pubblicazione della versione 1.05.

### Marzo 2010
- Pubblicazione della versione 1.35.

### Novembre 2010
- Pubblicazione della versione 1.40.[39]

### Aprile 2011
- Pubblicazione della versione 1.50.[23]

### Giugno 2011
- Pubblicazione della versione 1.51;
- Pubblicazione della versione 1.52.

### Settembre 2011
- Pubblicazione della versione 1.55.

### Dicembre 2011
- Pubblicazione della versione 1.60.
- Pubblicazione della versione 1.61.

### Febbraio 2012
- Pubblicazione della versione 1.62.

### Aprile 2012
- Pubblicazione della versione 1.65.

### Giugno 2012
- Pubblicazione della versione 1.66.

### Settembre 2012
- Pubblicazione della versione 1.70.

### Aprile 2013
- Pubblicazione della versione 1.80.

### Maggio 2013
- Pubblicazione della versione 1.81.

### Marzo 2014
- Pubblicazione della versione 1.86.

### Aprile 2015
- Pubblicazione della versione 1.87.

## Pubblicazione
- Closed Beta: aprile 2007.
- Open beta/Finale: 11 dicembre 2008.[40]
- Chiusura: 31 marzo 2015.

## Easter Egg
Tramite l'ausilio di un bug, si può esplorare, sempre muovendo un oggetto, la zona esterna dell'appartamento altrimenti inaccessibile, trovando una targa con su inciso "You really shouldn't be able to read this" (In realtà non dovresti essere in grado di leggere questo), inoltre si può notare una mina di prossimità presa dal gioco Warhawk.